# سامرویل، پنسیلوانیا
سامرویل (به انگلیسی: Summerville) یک منطقهٔ مسکونی در ایالات متحده آمریکا است که در شهرستان جفرسون، پنسیلوانیا واقع شده‌است. سامرویل ۱٫۶۱ کیلومتر مربع مساحت و ۵۲۸ نفر جمعیت دارد و ۳۵۱٫۱۳ متر بالاتر از سطح دریا واقع شده‌است.